# Hannah Dustin: The Border Wars of New England
Hannah Dustin: The Border Wars of New England è un cortometraggio muto del 1908 diretto da Sidney Olcott.
Hannah Dustin, o Hannah Duston, (1657-1737) fu una puritana, madre di nove figli, catturata dai nativi americani Abenachi. La donna, insieme ad altri ostaggi, uccise dieci membri della famiglia indiana che la teneva prigioniera.

## Produzione
Il film fu prodotto dalla Kalem Company.

## Distribuzione
Distribuito dalla Kalem Company, il film - un cortometraggio di una bobina - uscì nelle sale cinematografiche USA il 20 novembre 1908. Con il titolo breve Hannah Dustin, il 7 luglio 1912 venne distribuito anche nel Regno Unito.